# Le Combat ordinaire (film)
Pour les articles homonymes, voir Le Combat ordinaire (homonymie).
Pour plus de détails, voir Fiche technique et Distribution.
Le Combat ordinaire est une comédie dramatique française écrite et réalisée par Laurent Tuel, sortie en 2015. Ceci est l'adaptation d'une série de bandes dessinées du même titre de Manu Larcenet.

## Synopsis
Le « combat » d'un jeune trentenaire, un peu particulier, bourru et excité, qui tente de se reconstruire après avoir été photographe de guerre, tout en faisant de nombreuses rencontres, en vivant des instants qui lui paraissent précieux et en combattant son passé.

## Fiche technique
- Titre original : Le Combat ordinaire
- Réalisation : Laurent Tuel
- Scénario : Laurent Tuel[1], d'après la série de bandes dessinées Le Combat ordinaire de Manu Larcenet (Éd. Dargaud, 2003-2008)
- Décors : Anne-Charlotte Vimont[2] et Pascal Chatton
- Costumes : Alexia Crisp Jones[2]
- Photographie : Thomas Bataille[2]
- Son : Xavier Griette[2]
- Montage : Stéphanie Pelissier[2]
- Musique : Cascadeur[3]
- Production : Christophe Rossignon et Philip Boëffard
- Sociétés de production : Nord-Ouest Films ; Paris-Brest Productions, Canal+ et Ciné+ (coproductions)[1] ; Cofinova 11 (en association avec)
- Société de distribution :  Haut et Court[1]
- Pays d'origine :  France
- Langue originale : français
- Format : couleur
- Genre : comédie dramatique
- Durée : 113 minutes
- Date de sortie :
  - France : 15 juillet 2015

## Distribution
- Nicolas Duvauchelle : Marco
- Maud Wyler : Émilie
- André Wilms : Moret
- Liliane Rovère : la mère de Marco
- Olivier Perrier : le père de Marco
- Jérémy Azencott : Gilles
- Randiane Naly : Naïma
- Gérard Bohanne : Pablo
- Ludovic Berthillot : Bastounet
- Bernard Nissile : le psy
- Fabienne Babe : la fille Moret

## Production

### Développement
Le Combat ordinaire, tiré de la série de bandes dessinées éponyme créée par l'auteur Manu Larcenet, pour lequel il a récolté le Fauve d'or au Festival d'Angoulême en 2004 pour le premier tome, attire le réalisateur « pour ses qualités littéraires et romanesques. Le dessin n'a pas été un problème pour [lui]. Ce qui [l]'intéressait avant tout c'était le parcours émotionnel du personnage ». Le film se voit produire par Christophe Rossignon et Philip Boëffard pour Nord-Ouest Films, coproduit par Paris-Brest Productions, préacheté par Canal+ et Ciné+. Haut et Court en est le distributeur.
Alors qu'il refusait que ses livres soient portés à l’écran par « peur qu’on trahisse peu ou prou mon propos [le] faisait-elle bouder l’exercice », Manu Larcenet rencontre le réalisateur qui lui montre « une centaine de photos de repérages et une solide volonté de faire ce film » et, convaincu, lui donne finalement son accord, au début de 2013.
Le film s'intéresse aux trois premiers tomes de la série, qui correspondent aux trois chapitres du film : « Le Combat ordinaire », « Les quantités négligeables » et « Ce qui est précieux ».

### Audition
Tout d'abord, Manu Payet est pressenti pour le rôle du héros du Combat ordinaire, mais est depuis remplacé par Nicolas Duvauchelle : c'est son premier rôle confié par le réalisateur.
La production recherche, à partir du 10 juillet 2014 à Lorient, des acteurs non professionnels, « des hommes et des femmes de caractère pour des rôles d'ouvriers de chantiers navals, dockers, patronnes de bar, clients de bar, patron de couscous… ».

### Tournage
Le tournage est planifié du 11 août au 5 septembre, en Bretagne, dans la région de Lorient et Concarneau et en Dordogne et du 24 novembre au 12 décembre 2014 pour les scènes hivernales.
L'équipe de la production Nord-Ouest Films commence à filmer, le 11 août 2014, dans la bastide d'Eymet, au lac de la Nette à Monmarvès et au marché sur la place de l'église d'Issigeac, en Dordogne.

Vue du port depuis Locmiquélic.

Après le sud, l'équipe arrive dans le Morbihan en Bretagne, le 27 août. Elle commence par une maison à Locmiquélic pour se servir du décor lors d'un repas familial avant de se rendre au cimetière de Port-Louis avec une vue imprenable sur la mer ainsi que, la semaine suivante, l'hôtel Gabriel et le port de commerce de Kergroise à Lorient. La production préfère ce port à celui de Saint-Nazaire, où travaillait le père du personnage principal dans la version bande dessinée, parce que c'est « trop industriel, trop gros, trop clinquant, sans être péjoratif » alors que « le port de Lorient nous a plus intéressés pour l'histoire. On l'a trouvé plus patiné, plus humain ».

### Photographies
Les photographies prises par le personnage de Marco, du Morbihan, et publiées dans un ouvrage dans le scénario du film, sont celles du réalisateur, Laurent Tuel.

### Musique
La musique du film est signée Alexandre Longo alias Cascadeur,. Il la « compose depuis plusieurs semaines » en hiver 2014 et la termine au début de mai 2015 : la bande originale du film sort officiellement le 15 juillet 2015 selon le compositeur.

## Accueil

### Sortie nationale
Même si le film sort officiellement le 15 juillet 2015, il a été présenté en avant-première, le 12 juin, au cinéma Le Bretagne à Saint-Renan au Finistère.

### Accueil critique
Sur AlloCiné, la note moyenne des spectateurs se révèle, en ce début août 2015, 3,2
pour 168 notes, dont 34 critiques.
Toujours sur AlloCiné, la note des « critiques Presse » se donne en moyenne 2,9 pour 18 titres de presse, dont Caroline Vié du 20 minutes à la veille de la sortie nationale, « cette chronique, drôle et tendre, signée Laurent Tuel se révèle un petit bijou d'émotions digne de la bédé qui l'a inspirée ». Baptiste Thion du Journal du dimanche avoue que « Laurent Tuel s’en sort avec les honneurs en signant une histoire d’amour pudique, sincère, où Nicolas Duvauchelle se révèle surprenant de justesse. Lucien Logette de Jeune Cinéma, sur le site de la revue, considère que le film est aussi émouvant que la BD, et que le pari est réussi. Sur fond de lutte ouvrière, de dignité, de liens familiaux, la réalisation visuellement réussie n’évite pourtant pas les longueurs en adoptant un style contemplatif, presque lisse » et Vincent Ostria de L'Humanité souligne ce « programme rempli pour une œuvre atmosphérique qui fait la part belle au paysage — son aspect le plus réussi, mais dont les enjeux narratifs sont incertains ». Pour Hubert Lizé du Parisien rassure que c'est « centré sur le mal de vivre d'un trentenaire en rébellion contre lui-même recèle de très beaux moments. Mais il court trop de lièvres à la fois (...) et s'étiole dans un récit trop souvent confus. Dommage, car Duvauchelle est parfait dans le rôle principal » et Samuel Douhaire du Télérama, cela reste « l'impression d'une illustration soignée, mais vaine ».